# 牙浦站
牙浦站（：／ Apo yeok */?）是位于韩国庆尚北道金泉市牙浦邑的一个铁路车站，属于京釜线。

## 历史
- 1916年11月1日，落成使用。
- 1941年9月28日，新的车站站舍竣工。
- 2011年10月5日，停止旅客營運。

## 车站周边
- 牙浦农工团地

## 相鄰車站
韓國鐵道公社
京釜線
無窮花號
大新－牙浦－龜尾